# Koupéla (département)
Pour les articles homonymes, voir Koupéla.
Pour la ville chef-lieu du département et de sa province, voir Koupéla (Koupéla).
Koupéla est un département et une commune urbaine de la province du Kouritenga, situé dans la région du Centre-Est au Burkina Faso.
Au recensement général de population de 2006, consolidé en 2012 pour les élections municipales, le département comptait 58 411 habitants.

## Villes et villages
Le  département et la commune urbaine de Koupéla se compose d'une ville chef-lieu (données de population issues du recensement général de 2006, consolidées et actualisées en 2012) :
- Koupéla (28 151 habitants), également chef-lieu de la province, subdivisée en 5 secteurs urbains :

- Secteur 1 (6 831 habitants)
- Secteur 2 (4 234 habitants)
- Secteur 3 (7 741 habitants)
- Secteur 4 (2 917 habitants)
- Secteur 5 (6 422 habitants)

et de 39 autres villages ruraux (totalisant 30 260 habitants) :
- Bik-Baskouré (479 habitants)
- Boangtenga (1 618 habitants)
- Boangtenga-Peulh (152 habitants)
- Bonnessin (540 habitants)
- Dianghin (536 habitants)
- Dimpaltenga (520 habitants)
- Dimpaltenga-Peulh (253 habitants)
- Gampougdo-Peulh (190 habitants)
- Gargaoua-Peulh (240 habitants)
- Gninga (975 habitants)
- Gorgo (2 109 habitants)
- Kamsaoghin (908 habitants)
- Kanrin (295 habitants)
- Kokémnoré (367 habitants)
- Koudmi (1 327 habitants)
- Koughin (826 habitants)
- Koughin-Peulh (137 habitants)
- Kouritenga (586 habitants)
- Lelguem (637 habitants)
- Liguidi-Malguem (2 140 habitants)
- Nabikessem (331 habitants)
- Naftenga (1 370 habitants)
- Nayamtenga (1 346 habitants)
- Nohoungo (2 301 habitants)
- Ouédogo (178 habitants)
- Pissalgo (312 habitants)
- Poessin (754 habitants)
- Tarbonnessin (355 habitants)
- Tibin (590 habitants)
- Tini (1 984 habitants)
- Togtenga (813 habitants)
- Toulougou-Kanrin (843 habitants)
- Toulougou-Nakomsé (202 habitants)
- Toulougou-Yarcé (592 habitants)
- Wédogo-Petit (671 habitants)
- Wédogo-Peulh (150 habitants)
- Zaogo (1 610 habitants)
- Zorkoum (618 habitants)
- Zougo (405 habitants)